# おおたか静流
おおたか 静流（おおたか しずる、1953年4月11日 - 2022年9月5日）は、東京都出身の日本の女性歌手。

## 人物
武蔵大学人文学部卒業。7歳よりクラシックを習い始め、大学在学中に音楽活動を開始（当初は「大高静子」名義で活動）。その後民族音楽（日本の伝統音楽・西洋の伝統的声楽）・ジャズ・ワールドミュージックなどノンジャンルの独自の音楽性を追求する。
1989年に加藤みちあきとのユニット「dido」（ディド）でデビュー。ソロ歌手としては1990年テイチクよりデビューを果たす。
2022年8月10日、「被爆ピアノコンサート『未来への伝言2022』〜いのちのうたwith 被爆ピアノ〜」に出演予定であったが健康上の理由から辞退した。
2022年9月5日、がんのため死去。69歳没。おおたかの訃報はミュージシャンの福田裕彦、渡辺庸介、およびレコードレーベル関係者がSNSを通じて伝えた。

## ディスコグラフィー

### シングル
- 花〜すべての人の心に花を〜（1990年11月21日） - AXIACMソング
- 悲しくてやりきれない（1992年1月22日） - 映画『シコふんじゃった。』挿入歌、ザ・フォーク・クルセダーズのカバー、B面は『林檎の木の下で』同映画エンディングテーマ。
- あなたの時代が来た（1992年4月22日） - 野村證券CMソング
- 水の恋唄（1995年11月3日） - NHK時代劇『とおりゃんせ〜深川人情澪通り』テーマ曲
- 夏の空に（1996年7月24日） - JRA'96「夏競馬」CMソング、c/w：「SAJA DREAM」は映画『鉄塔 武蔵野線』主題歌
- ひがらがさ（1997年5月21日） - NOVA/簡易保険CMソング
- 夏のページ（1998年6月21日） - 映画『ズッコケ3人組』主題歌
- The Water of Life（1999年3月5日） - キリンビバレッジ「Supli」CMソング
- あいは海（1999年5月21日） - アニメ『天使になるもんっ!』エンディングテーマ
- 葉広の里/ほたる - （滋賀県山東町イメージソング）

### アルバム
- 花 〜おおたか静流ヴォイス・コレクション〜（1990年12月21日） ※ミニアルバム
- TIMEMACHINE(時間移動機械) 〜やまざき貴子作品集〜（1992年8月26日）
- Return（1992年9月23日）
- NOSTALGIA（1994年10月21日）
- Lovetune（1997年2月5日）
- 声浴 〜Voice Bathing〜（1997年7月24日） ※ライブアルバム
- HOME（1998年8月21日）
- あいは海（1999年5月21日）
- I remember you（2002年2月24日）
- HOME+5（2002年12月4日）
- In a Silent Flow（2004年5月12日）
- Sugar Land（2006年8月6日）
- Serenade（2008年12月7日）
- IKOR(イコㇿ)（2012年9月9日）
- おとづれ（2022年5月8日）

### カバーアルバム
- REPEAT PERFORMANCE（1992年1月22日）
- REPEAT PERFORMANCE II（1993年6月23日）
- REPEAT PERFORMANCE III（1995年5月24日）
- REPEAT PERFORMANCE IV 〜Rainbow Mix〜（1998年3月4日）
- 恋文（2002年9月19日）
- REPEAT PERFORMANCE V 〜ふるさと〜（2005年1月19日）

### ベストアルバム
- おおたか静流ベスト・コレクション（1994年12月1日）
- 花 ベストセレクション（1995年7月26日）
- 静流-Sizzle-（2000年12月1日）
- おおたか静流 TWIN PERFECT COLLECTION（2002年2月27日）

### シングル（dido名義）
- WHISPER LOW（1989年10月25日）

元は中山星香原作のコミック『妖精国の騎士』のイメージアルバムに「MUKTH」名義でボーカル参加していた曲。
後に、マツダ・ルーチェのイメージソングとして起用され、シングルCD化した。（同時収録は『Pagina』）
- ACROSS THE VIEW（1994年1月8日）

原曲はリチャード・バーマーの同名曲。発売当時J-WAVE公式ソング。

### アルバム（dido名義）
- pagina（1989年11月25日）
- KSANA（1994年1月8日）

### アルバム（dido名義曲収録）
- ファイナルファンタジー III 悠久の風伝説（1990年5月25日）
- FINAL FANTASY 1987-1994（1994年11月26日）

2枚ともdidoによるボーカル曲『Roaming Sheep』、『The Breeze』が収録されている。

### その他参加作品
- リヴァイアサン 終末を告げし獣（2005年3月2日）

収録曲のうち『March After Millennium』、『The Beast of the Endness』のボーカル・コーラスを担当
- beatmania IIDX 6th style

『Doigts de Fatima』(Osamu Kubota featuring Sizzle Ohtaka)
- 千と千尋の神隠し

イメージアルバム収録曲のうち『神々さま』のボーカルを担当
- 蛍火の杜へ

エンディングテーマ『夏を見ていた』のボーカルを担当
- あさき夢みし ちーむ・をとめ座

NHK Eテレ『にほんごであそぼ』の楽曲でシングルで発売された。コーラスを担当。
- スーパー歌舞伎II ワンピース

藤原道山作曲の劇伴音楽でボイスを担当
- NHK総合 NHKスペシャル『未解決事件』（2011年 - ）

テーマ曲『ラビリンス』のボーカルを担当（作曲：川井憲次）
- 海〜MY LOVE〜

作曲（作詞：畑正憲）『ムツゴロウと不思議の島ガラパゴス』のテーマ曲

## 作詞
- クレヨンしんちゃん 映画『アクション仮面VSハイグレ魔王』 - 主題歌「僕は永遠のお子様」
- 米良美一「ウキウキパラダイス」 - アニメ『アニメ週刊DX!みいファぷー』オープニングテーマ

## 音楽担当
- シコふんじゃった。
- 天使になるもんっ! - エンディングテーマを担当
- にほんごであそぼ - 音楽プロデュース（作曲、編曲）また ちーむ・をとめ座の「あさき夢みし」のコーラスも担当
- スノークルーズ・オーンズ（スキー場）（北海道小樽市春香） - 『おもいとげねば』（アルバム『Return』『おおたか静流ベスト・コレクション』収録）（1992年-1993年）
- 日産自動車・ローレル（C34前期型） - 『禁じられた遊び』（カバー版・本人歌唱）（1993年1月(発売当初)）
- 森永製菓
- 横浜元町チャーミングセール
- アクシア・AU - 「花〜すべての人の心に花を〜」（カバー版・本人歌唱）

## テレビ番組出演
- にほんごであそぼ - 「でんでらりゅうば」などのコーナーで歌唱。